# مجموعة لازاروس
مجموعة لازاروس (بالإنجليزية: Lazarus Group)‏ وتُعرف أيضًا باسم الكوبرا المخفية (بالإنجليزية: Hidden Cobra)‏، هي مجموعة إجرامية سيبرانية كورية شمالية  تتكون من عددٍ غير معروفٍ من الأفراد. على الرغم من عدم توافر معلوماتٍ كثيرة حول هذه المجموعة، إلا أنَّ معظم الباحثين ينسب إليهم العديد من الهجمات الإلكترونية على مدار العقد الماضي .اشتهرت المجموعة منذ 2017 باستنزاف مليارات الدولارات من الأصول الرقمية عبر استغلال الثغرات الأمنية.
وفقاً لتقارير أمنية، فإن المجموعة تنقسم إلى فرق فرعية، أبرزها BlueNoroff (وحدة متخصصة في استهداف المؤسسات المالية والبنوك)، و Andariel (التي تركز على التجسس الإلكتروني وسرقة المعلومات من الشركات)، و APT38 (مسؤولة عن العمليات السيبرانية الكبرى التي تهدف إلى جني الأرباح لدعم النظام الكوري الشمالي)، وفق بيانات صادرة عن وزارة الخزانة الأميركية.

## التاريخ
بدأت مجموعة لازاروس في الظهور خلال العقد الأول من القرن الحادي والعشرين، لكن ذاع صيتها في 2014 عندما شنت هجوماً على شركة "سوني بيكتشرز"، فيما عُد بمثابة "انتقام سياسي" بسبب إنتاج الشركة فيلم يتهكم على الزعيم الكوري الشمالي، كيم جونغ أون.